# Deutsche Krankenhausgesellschaft
Die Deutsche Krankenhausgesellschaft e. V. (DKG) ist ein gemeinnütziger Interessen- und Dachverband von Spitzen- und Landesverbänden der Krankenhausträger. Sitz der DKG ist in Berlin, zuvor bis 2004 in Düsseldorf. Vorstandsvorsitzender der DKG ist seit April 2021 Gerald Gaß.
Gegründet wurde die DKG 1949 auf Initiative des damaligen Hauptgeschäftsführers des Deutschen Städtetages und der damaligen Arbeitsgemeinschaft der kommunalen Spitzenverbände, Peter van Aubel.

## Tätigkeit
Zu den Tätigkeiten und Aufgaben der DKG zählen insbesondere:
- Hauptaufgabe des Vereins ist, ihre Mitglieder bei der Erfüllung ihrer gesetzlich aufgetragenen Aufgaben auf dem Gebiet des Krankenhauswesens zu unterstützen. Die DKG kümmert sich dabei vor allem um grundsätzliche Fragen, die nicht nur einzelne Träger oder Verbände betreffen und als Teil der deutschen Selbstverwaltung im Gesundheitswesen nimmt sie all die damit verbundenen Aufgaben war.
- In nationaler und internationaler Zusammenarbeit mit anderen Institutionen des Gesundheitswesens setzt sie sich für die Erhaltung und Verbesserung der Leistungsfähigkeit der Krankenhäuser ein und unterstützt bzw. berät staatliche Körperschaften sowie Behörden bei der Umsetzung von Gesetzen.
- Als Dachverband der Träger der Krankenhäuser setzt sich die DKG auch in der Politik (vgl. Lobbyismus) für deren Interessen ein.

## DKG-Online-Krankenhausverzeichnis und eigene Fachzeitschrift
Die DKG bietet über ihre Internetseite ein vollständiges Online-Krankenhausverzeichnis an, bei der auch insbesondere mittels verschiedener Suchkriterien wie
- einer Ortssuche und Fachabteilungssuche und auch
- mittels einer Suche nach häufigen Krankheiten inklusive Körpergrafik sowie
- einer breiten Suche nach strukturellen Kriterien[3]

Krankenhäuser in Deutschland gezielt zu finden sind. Dabei ist dies das offizielle Verzeichnis der deutschen Krankenhäuser und deren Leistungen, das somit allen Interessierten komfortabel zugänglich ist. Technisch betrachtet ist dabei das Krankenhaus Verzeichnis der DKG eine Website der Deutsche Krankenhaus TrustCenter und Informationsverarbeitung GmbH (DKTIG), wobei die DKTIG von der DKG sowie den Landeskrankenhausgesellschaften getragen wird. Die DKTIG unterstützt die Krankenhäuser auch u. a. bei der Erfüllung von Sicherheitsanforderungen und nimmt die Trustcenter -Funktion bei der Datenübermittlung nach § 301 SGB V wahr.
Die DKG gibt mit „das Krankenhaus“ eine eigene regelmäßig monatlich erscheinende Krankenhausfachzeitschrift heraus.
Daneben ist die DKG gemeinsam mit dem VLK und dem VKD Träger bzw. Gesellschafter des Deutschen Krankenhausinstituts (DKI).

## Geschichte
In der Deutschen Demokratischen Republik erfolgte am 31. August 1990 vor der Wiedervereinigung Deutschlands die Gründung der Krankenhausgesellschaft Sachsen-Anhalt e. V. (KGSAN), indem 60 von 80 Krankenhausträgern aus den DDR-Bezirken Halle und Magdeburg zustimmten. Die KGSAN wurde als erstes Mitglied aus den neuen Bundesländern am 18. September 1990 in der DKG aufgenommen.
Der Verein vertritt Deutschland seit 1995 bei HOPE – European Hospital and Healthcare Federation und übernimmt hierbei unter anderem die nationale Koordination für den HOPE-Austausch in Europa.
Im Jahr 2000 war die DKG mit der Bundesärztekammer, dem GKV-Spitzenverband sowie dem Verband der Privaten Krankenversicherung Gründungsmitglied der zunächst gemeinnützigen Bundesgeschäftsstelle Qualitätssicherung gGmbH (BQS), die dann im Jahr 2015 als Institut für Qualität & Patientensicherheit (BQS) an ein privatwirtschaftliches Unternehmen veräußert wurde.
2001 war die DKG zusammen mit dem GKV-Spitzenverband und dem Verband der Privaten Krankenversicherung Gründungsmitglied des Instituts für das Entgeltsystem im Krankenhaus (InEK), dass die Deutschen Kodierrichtlinien festlegt.
Seit 2004 stellt sie als Verhandlungs- und Vertragspartner der deutschen Sozialversicherungsträger zwei stimmberechtigte Mitglieder im Gemeinsamen Bundesausschuss (G-BA) dem Gremium der gemeinsamen Selbstverwaltung im Gesundheitswesen Deutschlands nach § 91 des Fünften Buches Sozialgesetzbuch (SGB V).
Der Verein vergibt in Zusammenarbeit mit dem GKV-Spitzenverband auch größere Evaluations- und Forschungs-Aufträge, zum Beispiel den vom Dezember 2008 zur Auswirkung der DRG-Fallpauschalen in den deutschen Krankenhäusern, die durch das Institut für Gesundheits und Sozialforschung (IGES) in drei Zyklen bis 2010 erhoben wurden.

## Mitglieder
In der Vereinigung sind folgende 28 Mitgliedsverbände, bestehend aus 12 Spitzenverbänden von Krankenhausträgern und 16 Landesverbänden von Krankenhausträgern (Landeskrankenhausgesellschaften), organisiert.

### Die Spitzenverbände
| Spitzenverband                                                | Sitz                 |
| ------------------------------------------------------------- | -------------------- |
| Arbeiterwohlfahrt Bundesverband e. V. (AWO)                   | Berlin               |
| Bundesverband Deutscher Privatkliniken e. V. (BDPK)           | Berlin               |
| Deutscher Caritasverband e. V.                                | Freiburg im Breisgau |
| Deutscher Landkreistag (DLT)                                  | Berlin               |
| Deutscher Paritätischer Wohlfahrtsverband Gesamtverband e. V. | Berlin               |
| Deutscher Städte- und Gemeindebund (DStGB)                    | Berlin               |
| Deutscher Städtetag (DST)                                     | Köln und Berlin      |
| Deutsches Rotes Kreuz e. V. (DRK)                             | Berlin               |
| Deutsche Rentenversicherung Bund (DRV Bund)                   | Berlin               |
| Diakonie Deutschland e. V.                                    | Berlin               |
| Verband der Universitätsklinika Deutschlands e. V. (VUD)      | Berlin               |
| Zentralwohlfahrtsstelle der Juden in Deutschland e. V. (ZWST) | Frankfurt am Main    |

### Die Landeskrankenhausgesellschaften
| Landeskrankenhausgesellschaft                              | Leitung            | Sitz          | Gründungsdatum und Ort          |
| ---------------------------------------------------------- | ------------------ | ------------- | ------------------------------- |
| Baden-Württembergische Krankenhausgesellschaft e. V.       | Matthias Einwag    | Stuttgart     | 11. Februar 1953                |
| Bayerische Krankenhausgesellschaft e. V.                   | Roland Engehausen  | München       | 19. November 1950               |
| Berliner Krankenhausgesellschaft e. V.                     | Marc Schreiner     | Berlin        | 07. Februar 1977                |
| Landeskrankenhausgesellschaft Brandenburg e. V.            | Michael Jacob      | Potsdam       | 25. Oktober 1990 in Cottbus     |
| Krankenhausgesellschaft der Freien Hansestadt Bremen e. V. | Uwe Zimmer         | Bremen        | 09. Oktober 1953                |
| Hamburgische Krankenhausgesellschaft e. V.                 | Claudia Brase      | Hamburg       | 10. Februar 1984                |
| Hessische Krankenhausgesellschaft e. V.                    | Steffen Gramminger | Eschborn      | 1948                            |
| Krankenhausgesellschaft Mecklenburg-Vorpommern e. V.       | Uwe Borchmann      | Schwerin      | 12. Oktober 1990 in Ludwigslust |
| Niedersächsische Krankenhausgesellschaft e. V.             | Helge Engelke      | Hannover      | 19. September 1953              |
| Krankenhausgesellschaft Nordrhein-Westfalen e. V.          | Matthias Blum      | Düsseldorf    | 1946                            |
| Krankenhausgesellschaft Rheinland-Pfalz e. V.              | Andreas Wermter    | Mainz         | 1949                            |
| Saarländische Krankenhausgesellschaft e. V.                | Thomas Jakobs      | Saarbrücken   | 27. Oktober 1950                |
| Krankenhausgesellschaft Sachsen e. V.                      | Friedrich München  | Leipzig       | 6. Oktober 1990 in Dresden      |
| Krankenhausgesellschaft Sachsen-Anhalt e. V.               | Gösla Heelemann    | Halle (Saale) | 31. August 1990 in Halle        |
| Krankenhausgesellschaft Schleswig-Holstein e. V.           | Patrick Reimund    | Kiel          | 1947                            |
| Landeskrankenhausgesellschaft Thüringen e. V.              | Rainer Poniewaß    | Erfurt        | 28. November 1990 in Weimar     |

## Die Leitung der DKG
Die Verteilung der Zuständigkeiten und Aufgaben zwischen dem Vorstandsvorsitz und dem Präsidenten regelt die Satzung gemäß dem Vereinsrecht.

### Liste der DKG-Hauptgeschäftsführer bzw. der Vorstandsvorsitzenden der DKG
Der jeweilige hauptberufliche DKG-Hauptgeschäftsführer bzw. Vorstandsvorsitzende verantwortet das operative Geschäft des Vereins.
| Amtszeit  | Hauptgeschäftsführer/Vorstandsvorsitzender |
| --------- | ------------------------------------------ |
| ab 2021   | Gerald Gaß                                 |
| 2006–2021 | Georg Baum                                 |
| 1996–2005 | Jörg Robbers                               |
| 1984–1996 | Klaus Prößdorf                             |

### Liste der Präsidenten der DKG
Der DKG-Präsident des Vereins wird seit dem Jahr 2006 jeweils für eine 3-jährige Amtszeit gewählt. Dabei wird dieses Amt in der Regel im Nebenberuf ausgeübt, wobei eine Tätigkeit als nebenberuflich gilt, wenn die Arbeitszeit bezogen auf das Kalenderjahr nicht mehr als ein Drittel einer vergleichbaren Vollzeitstelle beträgt.
| Amtszeit  | Präsident                        |
| --------- | -------------------------------- |
| ab 2021   | Ingo Morell (Wiederwahl 2023)    |
| 2018–2020 | Gerald Gaß                       |
| 2015–2017 | Thomas Reumann                   |
| 2012–2014 | Alfred Dänzer                    |
| 2006–2011 | Rudolf Kösters (Wiederwahl 2008) |
| 2004–2005 | Wolfgang Pföhler (2. Amtszeit)   |
| 2002–2003 | Burghard Rocke                   |
| 2000–2001 | Volker Odenbach                  |
| 1998–1999 | Wolfgang Pföhler                 |
| 1996–1997 | Jürgen Gohde                     |
| 1994–1995 | Konrad Regler (2. Amtszeit)      |
| 1992–1993 | Roland Ries                      |
| 1990–1991 | Rolf Thieringer                  |
| 1988–1989 | Karl Heinz Neukamm               |
| 1986–1987 | Konrad Regler                    |
| 1984–1985 | Peter Buchholz                   |
| 1982–1983 | Hans Lorenser                    |
| 1980–1981 | Theodor Schober                  |
| 1978–1979 | Johannes zum Felde               |
| 1976–1977 | Werner Mühlenbrock (2. Amtszeit) |
| 1974–1975 | Walter Bauer                     |
| 1972–1973 | Helmut Hochstetter               |
| 1970–1971 | August Fischer                   |
| 1966–1969 | Werner Mühlenbrock               |
| 1962–1965 | Walther Hensel                   |
| 1961      | Hans Schmiljan                   |
| 1956–1960 | Otto Ohl                         |
| 1949–1955 | Peter van Aubel                  |

## Mitgliedschaften
Die DKG ist Mitglied im Netzwerk Europäische Bewegung Deutschland.